# Alice Rattled by Rats
Série Alice Comedies
Alice Plays Cupid
(1925) Alice in the Jungle
(1925)
Pour plus de détails, voir Fiche technique et Distribution.
Alice Rattled by Rats est un court métrage d'animation américain muet de la série Alice Comedies sorti en 1925.

## Synopsis
Alice arrive dans une maison d'où le chat est sorti et qui se retrouve alors envahie par une armée de souris.

## Fiche technique
- Titre original : Alice Rattled by Rats
- Série : Alice Comedies
- Réalisation : Walt Disney
- Animation : Rollin Hamilton, Hugh Harman, Thurston Harper, Rudolf Ising, Ub Iwerks
- Encrage et peinture : Lillian Bounds, Irene Hamilton, Hazelle Linston, Walker Harman
- Photographie : Rudolf Ising
- Montage  : Georges Winkler
- Musique : Carl W. Stalling (version sonorisée)
- Production :  Walt Disney
- Société de production : Disney Brothers Studios
- Société de distribution : Margaret J. Winkler (1925) ; Syndicate Pictures (1930, version sonorisée)
- Pays :  États-Unis
- Format d'image : noir et blanc - 35 mm - 1,37:1 - muet
- Genre : animation et prises de vues réelles
- Durée : 7 min 24
- Dates de sortie : 
  - Version muette : 15 novembre 1925[1]
  - Version sonorisée : 1er mai 1930

Source : Walt in Wonderland

## Distribution
- Margie Gay : Alice

## Commentaires
Produit du 10 au 26 septembre 1925, le film a été livré le 6 octobre 1925 et présenté en avant-première le 9 octobre 1925 à l'Apollo Theater de Los Angeles. 
Le scénario a été repris dans le court métrage de la série Mickey Mouse, When the Cat's Away en 1929.